# Antonio Bocchetti
Antonio Bocchetti (Napoli, 11 giugno 1980) è un ex calciatore italiano, di ruolo difensore, direttore sportivo della Paganese.

## Biografia
È il cugino dell'ex difensore Salvatore Bocchetti.

## Caratteristiche tecniche
Giocava solitamente come difensore laterale sinistro in una difesa a tre, ma poteva adattarsi con buoni risultati anche al ruolo di terzino o di difensore centrale in una difesa a quattro. Nel corso della sua carriera ha totalizzato 54 presenze in Serie A e 326 in Serie B.

## Carriera

### Club
Cresce nelle giovanili del Nola (con cui vince uno scudetto Allievi), e completa la trafila delle giovanili nel Napoli.
Muove i suoi primi passi nel calcio professionistico nella stagione 1999-2000, quando gli azzurri lo cedono in prestito al Crotone, con cui disputa 6 partite e conquista la prima promozione in Serie B della formazione pitagorica. L'anno dopo viene nuovamente ceduto in prestito dal Napoli, stavolta al Lecco; già a settembre, tuttavia, viene fatto rientrare al Napoli per l'imminente inizio della Serie A.
Con i partenopei, fa il suo esordio in Serie A il 3 dicembre 2000 nella partita Napoli-Bari 1-0, ed al termine della stagione totalizza 12 presenze, ma la squadra partenopea retrocede in Serie B.
In cadetteria, disputa altre due stagioni con gli azzurri, guadagnandosi il posto da titolare ed entrando stabilmente nel giro dell'Under 21, ma nell'estate 2003 viene ceduto al Piacenza in cambio di Vittorio Tosto. Rimane in Emilia per tre stagioni di Serie B, collezionando 79 presenze e 3 reti e attirando l'attenzione del Parma, che lo acquista nell'estate 2006.
Con i ducali disputa la seconda stagione in Serie A, con 18 presenze senza reti, prima di ridiscendere in cadetteria con la maglia del Frosinone, in comproprietà. Dopo la prima stagione a Frosinone, la società laziale risolve a proprio favore la comproprietà, e Bocchetti disputa altre due stagioni da titolare con la casacca frusinate.
Il 28 gennaio 2011 viene ceduto in prestito con diritto di riscatto al Sassuolo nell'ambito dell'operazione che porta Gaetano Masucci e Gianluigi Bianco a Frosinone., e collabora alla salvezza degli emiliani con 11 presenze.
A fine stagione non viene esercitato il diritto di riscatto e torna al Frosinone Calcio, ma nella stessa sessione estiva di mercato viene ceduto al Pescara in un'operazione che prevede anche l'arrivo al Frosinone di Simone Vitale e Mario Artistico. Con la formazione abruzzese, pur impiegato da riserva, ottiene la promozione in Serie A terminando il campionato al primo posto.
Rimane in forza al Pescara anche per le due annate successive, in Serie A (conclusa con la retrocessione) e di nuovo in Serie B. Nell'agosto 2014 si trasferisce alla Paganese, nel campionato di Lega Pro. Il 7 gennaio 2015 passa alla Salernitana con la formula del prestito con diritto di riscatto, e il 14 luglio seguente viene acquistato a titolo definitivo; il 27 agosto fa però ritorno alla squadra di Pagani. A fine stagione si ritira dal calcio giocato, diventando il nuovo coordinatore dell'area tecnica del club azzurrostellato.

### Nazionale
Ha disputato 3 partite con la Nazionale Under 20 nel 2000; nello stesso anno Marco Tardelli lo convoca per la prima volta in Nazionale Under 21. Con gli Azzurrini disputa due partite, nel biennio 2000-2002.

### Dirigente
Il 5 dicembre 2017 viene promosso a direttore sportivo della Paganese. Il 7 luglio 2018 rassegna le dimissioni. Il giorno seguente viene ingaggiato dal Fano come nuovo direttore sportivo rassegnando le proprie dimissioni dal club marchigiano l'11 marzo 2019.
Il 6 giugno 2019 viene ingaggiato dal Pescara come responsabile dello scouting.
Il 12 giugno 2025 torna dopo sette anni alla Paganese, questa volta in veste di nuovo direttore sportivo.

## Statistiche

### Presenze e reti nei club
| Stagione           | Squadra            | Campionato         | Campionato | Campionato | Coppe nazionali | Coppe nazionali | Coppe nazionali | Coppe continentali | Coppe continentali | Coppe continentali | Altre coppe | Altre coppe | Altre coppe | Totale | Totale |
| Stagione           | Squadra            | Comp               | Pres       | Reti       | Comp            | Pres            | Reti            | Comp               | Pres               | Reti               | Comp        | Pres        | Reti        | Pres   | Reti   |
| ------------------ | ------------------ | ------------------ | ---------- | ---------- | --------------- | --------------- | --------------- | ------------------ | ------------------ | ------------------ | ----------- | ----------- | ----------- | ------ | ------ |
| 1999-2000          | Crotone            | C1                 | 5          | 0          | CI-C            | 0               | 0               | -                  | -                  | -                  | -           | -           | -           | 5      | 0      |
| 2000-2001          | Napoli             | A                  | 12         | 0          | CI              | 0               | 0               | -                  | -                  | -                  | -           | -           | -           | 12     | 0      |
| 2001-2002          | Napoli             | B                  | 22         | 1          | CI              | 2               | 0               | -                  | -                  | -                  | -           | -           | -           | 24     | 1      |
| 2002-2003          | Napoli             | B                  | 35         | 1          | CI              | 3               | 0               | -                  | -                  | -                  | -           | -           | -           | 38     | 1      |
| Totale Napoli      | Totale Napoli      | Totale Napoli      | 69         | 2          |                 | 5               | 0               |                    | -                  | -                  |             | -           | -           | 74     | 2      |
| 2003-2004          | Piacenza           | B                  | 24         | 1          | CI              | 1               | 0               | -                  | -                  | -                  | -           | -           | -           | 25     | 1      |
| 2004-2005          | Piacenza           | B                  | 18         | 0          | CI              | 0               | 0               | -                  | -                  | -                  | -           | -           | -           | 18     | 0      |
| 2005-2006          | Piacenza           | B                  | 37         | 2          | CI              | 3               | 0               | -                  | -                  | -                  | -           | -           | -           | 40     | 2      |
| Totale Piacenza    | Totale Piacenza    | Totale Piacenza    | 79         | 3          |                 | 4               | 0               |                    | -                  | -                  |             | -           | -           | 83     | 3      |
| 2006-2007          | Parma              | A                  | 18         | 0          | CI              | 3               | 0               | CU                 | 6                  | 0                  | -           | -           | -           | 27     | 0      |
| 2007-2008          | Frosinone          | B                  | 35         | 0          | CI              | 0               | 0               | -                  | -                  | -                  | -           | -           | -           | 35     | 0      |
| 2008-2009          | Frosinone          | B                  | 36         | 0          | CI              | 1               | 0               | -                  | -                  | -                  | -           | -           | -           | 37     | 0      |
| 2009-2010          | Frosinone          | B                  | 40         | 0          | CI              | 3               | 0               | -                  | -                  | -                  | -           | -           | -           | 43     | 0      |
| 2010-gen. 2011     | Frosinone          | B                  | 23         | 0          | CI              | 1               | 0               | -                  | -                  | -                  | -           | -           | -           | 24     | 0      |
| Totale Frosinone   | Totale Frosinone   | Totale Frosinone   | 134        | 0          |                 | 5               | 0               |                    | -                  | -                  |             | -           | -           | 139    | 0      |
| gen-giu. 2011      | Sassuolo           | B                  | 11         | 0          | CI              | -               | -               | -                  | -                  | -                  | -           | -           | -           | 11     | 0      |
| 2011-2012          | Pescara            | B                  | 15         | 0          | CI              | 0               | 0               | -                  | -                  | -                  | -           | -           | -           | 15     | 0      |
| 2012-2013          | Pescara            | A                  | 24         | 0          | CI              | 1               | 0               | -                  | -                  | -                  | -           | -           | -           | 25     | 0      |
| 2013-2014          | Pescara            | B                  | 29         | 0          | CI              | 2               | 0               | -                  | -                  | -                  | -           | -           | -           | 31     | 0      |
| Totale Pescara     | Totale Pescara     | Totale Pescara     | 68         | 0          |                 | 3               | 0               |                    | -                  | -                  |             | -           | -           | 71     | 0      |
| 2014-gen. 2015     | Paganese           | LP                 | 16         | 0          | CI-LP           | 1               | 0               | -                  | -                  | -                  | -           | -           | -           | 17     | 0      |
| gen.-giu. 2015     | Salernitana        | LP                 | 15         | 0          | CI+CI-LP        | 0               | 0               | -                  | -                  | -                  | S-LP        | 2           | 0           | 17     | 0      |
| ago. 2015          | Salernitana        | B                  | 0          | 0          | CI              | 2               | 0               | -                  | -                  | -                  | -           | -           | -           | 2      | 0      |
| Totale Salernitana | Totale Salernitana | Totale Salernitana | 15         | 0          |                 | 2               | 0               |                    | -                  | -                  |             | 2           | 0           | 19     | 0      |
| 2015-2016          | Paganese           | LP                 | 27         | 1          | CI-LP           | 0               | 0               | -                  | -                  | -                  | -           | -           | -           | 27     | 1      |
| Totale Paganese    | Totale Paganese    | Totale Paganese    | 43         | 1          |                 | 1               | 0               |                    | -                  | -                  |             | -           | -           | 44     | 1      |
| Totale carriera    | Totale carriera    | Totale carriera    | 436        | 6          |                 | 23              | 0               |                    | 6                  | 0                  |             | 2           | 0           | 467    | 6      |

## Palmarès

### Club

#### Competizioni nazionali
- Serie C1: 1

Crotone: 1999-2000
- Campionato italiano di Serie B: 1

Pescara: 2011-2012
- Campionato italiano Lega Pro: 1

Salernitana: 2014-2015